# Kirche Groß Bünzow

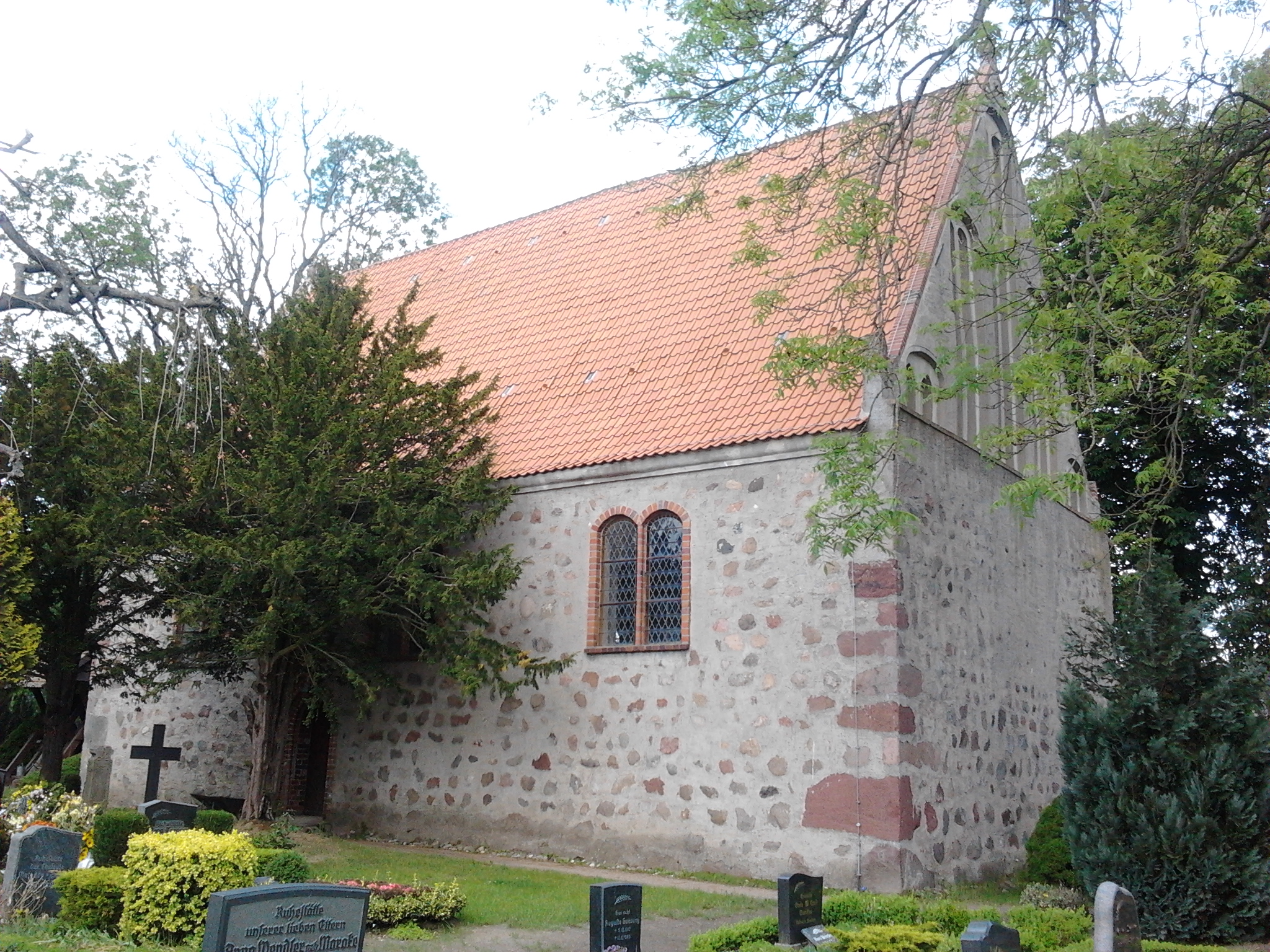
Kirche Groß Bünzow

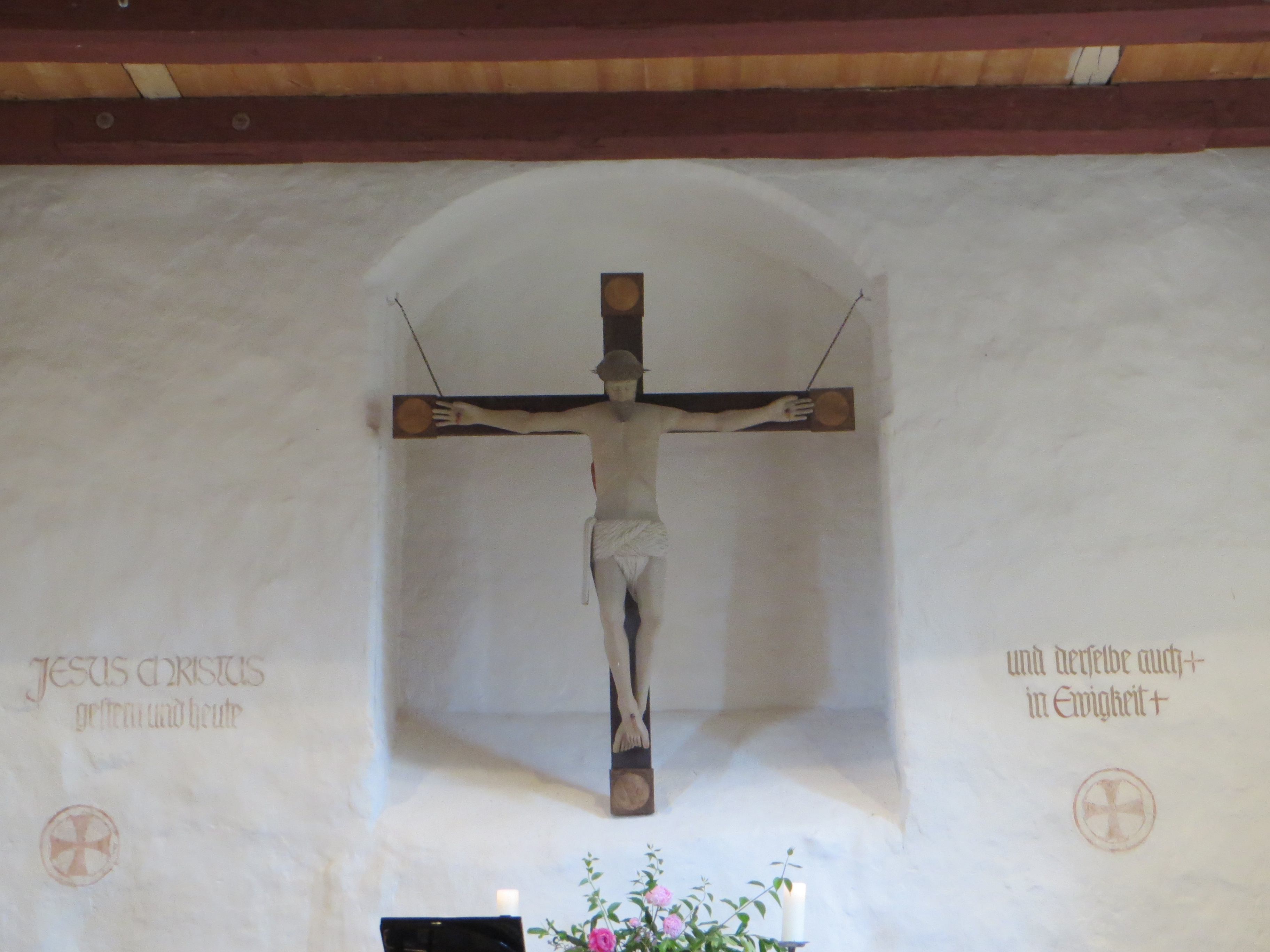
Ostwand mit Kruzifix

Die Kirche Groß Bünzow ist ein aus dem 15. Jahrhundert stammendes spätgotisches Kirchengebäude im Ortsteil Groß Bünzow der Gemeinde Klein Bünzow im Landkreis Vorpommern-Greifswald.

## Kirchbau
Die rechteckige, ziegelgedeckte Saalkirche wurde aus Feldsteinen errichtet. Einzelne Formteile sind aus Backstein gefertigt. Ost- und Westgiebel weisen zweiteilige Blenden auf, das Südportal ein dreistufiges Gewände. Aus der Errichtungszeit stammt auch die Sakristei mit Piscina. Ein ursprünglich vorhandener Kirchturm wurde im Dreißigjährigen Krieg abgebrochen. Im Nordosten der Kirche kam ein Gruftanbau hinzu für den 1738 verstorbenen Gutsherrn auf Groß Bünzow und Hohensee, den Königlich Schwedischen Generalmajor Andreas von Fürstenberg und seine Familie. Der Giebel des Anbaus ist in Fachwerk ausgeführt. Die Tür, die aus der Kirche in den Gruftanbau führt, ist mit dem schwedischen Freiherren-Wappen derer von Fürstenberg geschmückt.

## Ausstattung
Zur Ausstattung des mit einer flachen Bretterdecke versehenen Innenraums gehören eine aus dem Jahr 1769 stammende hölzerne Kanzel, ein Taufständer mit Akanthusschnitzerei, ein lebensgroßes hölzernes Kruzifix aus der ersten Hälfte des 16. Jahrhunderts und eine Westempore (17. oder 18. Jahrhundert) mit geschnitzten Evangelistenreliefs und zwei Wappen, Buggenhagen und Eickstedt, vermutlich die beiden Ehefrauen des Christoph von Owstin. Die Orgelempore wurde 1957 restauriert.

## Orgel
Die Orgel von Carl August Buchholz aus dem Jahr 1840 befindet sich seit 1980 in der Kirche und wurde 1971 auf Anraten des Kirchenmusikdirektors Dietrich Prost aus der Kirche in Leplow ausgebaut und neuaufgebaut. Seit 2008 war die Orgel nicht mehr spielbar und wurde bis 2011 von dem Orgelbauer Christian Scheffler (Jacobsdorf) restauriert. Das Instrument hat 8 Register (6 Manualregister und 2 Pedalregister) und eine Calcanten-Glocke. Die Disposition ist wie folgt:
| Manual C–f3 |           |       |
| 1.          | Principal | 8′    |
| 2.          | Gedackt   | 8′    |
| 3.          | Octave    | 4′    |
| 4.          | Rohrflöte | 4′    |
| 5.          | Nasard    | 2 ⁄3′ |
| 6.          | Octave    | 2′    |

| Pedal C–d1 |         |     |
| 7.         | Subbaß  | 16′ |
| 8.         | Violone | 8′  |

- Spielhilfe: Calcanten-Glocke

## Glocken
Der vor dem Giebel der Kirche auf dem Kirchhof stehende hölzerne Glockenstuhl trägt zwei Glocken aus der Zeit um 1900.

## Kirchengemeinde
Die evangelische Kirchgemeinde gehört seit 2012 zur Propstei Demmin im Pommerschen Evangelischen Kirchenkreis der Evangelisch-Lutherischen Kirche in Norddeutschland. Vorher gehörte sie zum Kirchenkreis Greifswald der Pommerschen Evangelischen Kirche.